# Princess Ghibli
Princess Ghibli（プリンセス・ジブリ）は、スタジオジブリの映画の主題歌のヘヴィメタル/メロディックデスメタルカバーを収録した、トリビュート・アルバム。レコードレーベルは、Overlap Recordsであるが、販売はメディアファクトリーが手がける。また、日本国外では、Coroner Recordsがリリースする。アーティストとして、Imaginary Flying Machines (イマージナリー・フライング・マシーンズ : 空想の空飛ぶ機械達)とクレジットされているが、これはプロジェクト名であり、バンド名やアーティスト名ではない。今作が好評だったこともあって、2012年3月に第2弾『Princess Ghibli II』が発売されることとなった。

## 内容
スタジオジブリ映画の主題歌をヘヴィメタル(特にメロディックデスメタル)へカバーするという前代未聞の試みと、参加バンドがシーンでは有名なバンドが多かったことから、発売前から注目され、Amazon.co.jpのハードロック・ヘヴィーメタルカテゴリーランキング1位を獲得した。楽曲は、主にイタリアのCoroner Records所属のバンドが参加した。また、ボーカリストにも、日本語圏外の人物が複数いるが、歌詞は原曲の歌詞に忠実であり、英語詞への翻訳は行われていないという特徴がある。
プロデューサー及びレコーディング・エンジニアは、イタリアのメロディックデスメタルバンド、ディサルモニア・ムンディの中心人物のエットレ・リゴッティが務めた。
参加バンドの1つであるBLOOD STAIN CHILDのRYUによると、スタジオジブリ公認であるという。

## 収録曲
1. Tonari No Totoro (となりのトトロ)
歌：クラウディオ・ラヴィナール、エットレ・リゴッティ、Sophia Aslanidou 編曲・演奏：ディサルモニア・ムンディ
作詞：宮崎駿、作曲：久石譲
となりのトトロエンディングテーマ。原曲の歌手は井上あずみ。
2. Kimi Wo Nosete (君をのせて)
歌：クラウディオ・ラヴィナール、Yoko Hallelujah 編曲・演奏：ディサルモニア・ムンディ
作詞：宮崎駿、作曲：久石譲
天空の城ラピュタ主題歌。原曲の歌手は井上あずみ。
3. Teru No Uta (テルーの唄)
歌：エットレ・リゴッティ、Sophia Aslanidou 編曲・演奏：BLOOD STAIN CHILD
作詞：宮崎吾朗、作曲：谷山浩子
ゲド戦記劇中挿入歌。原曲の歌手は手嶌葵。
4. Gake No Ue No Ponyo (崖の上のポニョ)
歌：パオロ・コラヴォルベ、Yoko Hallelujah 編曲・演奏：デストレイジ
作詞：近藤勝也、補作詞：宮崎駿、作曲：久石譲
崖の上のポニョ主題歌。原曲の歌手は藤岡藤巻と大橋のぞみ。
5. Mononoke Hime (もののけ姫)
歌：Lorenzo Carrera、Erik Castello、Yoko Hallelujah 編曲・演奏：Living Corpse
作詞：宮崎駿 作曲：久石譲
もののけ姫主題歌。原曲の歌手は米良美一。
6. Country Road (カントリー・ロード)
歌：エットレ・リゴッティ、Sophia Aslanidou 編曲・演奏：ディサルモニア・ムンディ
原曲 - 作詞：ビル・ダニフ、ジョン・デンバー 作曲：タッフィー・ナイバート、ジョン・デンバー
日本語訳：鈴木麻実子 作詞・作曲（補助）：宮崎駿
耳をすませばエンディングテーマ。原曲の歌手は本名陽子。
7. Itsumo Nandodemo (いつも何度でも)
歌：クラウディオ・ラヴィナール、Sophia Aslanidou 編曲・演奏：BLOOD STAIN CHILD
作詞：覚和歌子 作曲：木村弓
千と千尋の神隠し主題歌。原曲の歌手は木村弓。
8. Arrietty's Song
歌：エットレ・リゴッティ、Sophia Aslanidou 編曲・演奏：ディサルモニア・ムンディ
作詞：セシル・コルベル、伊平容子 作曲：サイモン・キャビー、セシル・コルベル
借りぐらしのアリエッティ主題歌。原曲の歌手はセシル・コルベル。
9. Yasashisa Ni Tsutsumaretanara (やさしさに包まれたなら)
歌：パオロ・コラヴォルベ、Yoko Hallelujah 編曲・演奏：デストレイジ
作詞・作曲：荒井由実
魔女の宅急便エンディングテーマ。原曲の歌手は、荒井由実(現・松任谷由実)。
10. Toki Niwa Mukashi No Hanashio (時には昔の話を)
歌：Yoko Hallelujah 編曲・演奏：ディサルモニア・ムンディ
作詞・作曲：加藤登紀子
紅の豚エンディングテーマ。原曲の歌手は、加藤登紀子。
11. Sanpo (さんぽ)
歌：Lorenzo Carrera、Erik Castello、Yoko Hallelujah 編曲・演奏：Living Corpse
作詞：中川李枝子 作曲：久石譲
となりのトトロオープニングテーマ。原曲の歌手は井上あずみ。
12. Nausicaa Requiem (ナウシカ・レクイエム)
歌：Yoko Hallelujah 編曲・演奏：ネロアルジェント
作曲：久石譲
風の谷のナウシカ劇中挿入歌。原曲の歌手は麻衣。

## 参加ミュージシャン
- ディサルモニア・ムンディ Disarmonia Mundi - (演奏 #1、#2、#6、#8、#10)
  - エットレ・リゴッティ Ettore Rigotti - (ボーカル #1、#3、#6、#8)
  - クラウディオ・ラヴィナール Claudio Ravinale - (ボーカル #1、#2、#7)
- BLOOD STAIN CHILD - (演奏 #3、#7)
  - Sophia Aslanidou - (ボーカル #1、#3、#6、#7、#8)
- デストレイジ Destrage - (演奏 #4、#9)
  - パオロ・コラヴォルベ Paolo Calavolve - (ボーカル #4、#9)
- Living Corpse - (演奏 #5、#11)
- Lorenzo Carrera - (ボーカル #5、#11)
- Erik Castello - (ボーカル #5、#11)
- ネロアルジェント -  (演奏 #12)、(キーボード #1、#2、#6、#8、#10)
- Yoko Hallelujah - (ボーカル #2、#4、#5、#9、#10、#11、#12)
- William Barbero - (ギターソロ #8)